# 石垣純二
石垣 純二（いしがき じゅんじ、1912年(明治45年)1月2日 - 1976年(昭和51年)1月30日）は、日本の医事評論家。

## 略歴
兵庫県生まれ。1937年東京帝国大学医学部卒。衛生教育家。公衆衛生学会、生活教育の会会員。ラジオドクターの草分け。1950年の第2回参議院議員通常選挙に全国区から緑風会公認で立候補したが落選した。1953年の第3回参議院議員通常選挙では全国区から無所属で立候補したが落選した。
晩年、将棋に熱中して、その著書『石垣流二枚落大血戦』では、雑誌の企画として行ったプロ棋士相手の「二枚落ち」での下手側対局が紹介されているが、当時は主流戦法ではなかった「銀多伝」戦法を用いたことで注目された。

## 著書
- 『性医学入門』川津書店、1950
- 『衛生教育の技術 ことばと文章』医学書院 ナーセス・ライブラリ、1951
- 『看護の倫理』医学書院 ナーセス・ライブラリ、1951
- 『ナースと死』医学書院 ナーセス・ライブラリ、1951
- 『衛生講話の実例と原則 続衛生教育の技術』医学書院 ナーセス・ライブラリ、1952
- 『一頁処方箋』東洋経済新報社 家庭文庫、1953
- 『ラジオ衛生メモ 衛生教育の資料その1』医学書院 ナーセス・ライブラリー、1953
- 『からだの四季』誠文堂新光社 ぼくらの科学文庫、1955
- 『健康生活12カ月 最新医学のダイジェスト版』社会保険法規研究会、1955
- 『健康読本』社会保険法規研究会、1957
- 『現代不養生読本』展望社、1959
- 『子どもの心とからだの相談』明治図書出版、1960
- 『子どもの性教育』東京書房、1960
- 『おとなの性教育』東都書房、1961
- 『よい子を生む家族計画』東都書房、1961
- 『医学的女性論』婦人画報社、1962
- 『健康ごよみ三百六十五日』家の光協会、1962
- 『男つくり 医学から見た男性論』番町書房 ポイントブックス、1963
- 『愛情を強くする本』日本文華社 文華新書、1965
- 『サラリーマンのためのズバリ!!健康法』サンケイ新聞社出版局、1970
- 『亭主を長持ちさせる法』文化服装学院出版局 1970　「夫を丈夫で長持ちさせる法」三笠書房知的生きかた文庫
- 『石垣純二のなんでも治療室』東京スポーツ新聞社 ライフ・ブックス、1971
- 『医者がくるまでにこれだけは 病気の見わけかた・手当のしかた』あすなろ書房、1971
- 『常識のウソ』文芸春秋、1972 のち文庫
- 『生命の安い国・ニッポン 石垣純二評論集』大和書房、1972
- 『長生き89のヒント』双葉社、1972
- 『続・常識のウソ』文芸春秋 1973 のち文庫
- 『女らしさの真相』双葉社、1974
- 『セックス常識のウソ』文芸春秋、1974
- 『田中角栄、七つの大罪』現代評論社、1974
- 『人間診談』毎日新聞社、1975

### 共著編
- 『公衆衛生 目で見る社会科 14』編 館林宣夫、芦田定蔵著 毎日新聞社、1949
- 『病気の事典』浅野秀二共編 婦人画報社、1951
- 『健康なこども』矢口光子共著 印刷庁 女性新書 農村のこどもたち、1952
- 『子どもの食生活事典』編 福音館書店、1962
- 『結婚のための性生活入門 処女から妻までへのコンサルト』共著 あまとりあ社、1963
- 『この生命いとおしくて 保健婦の手記』編 合同出版社 パピルス双書、1967
- 『何人生んでどう育てるか 子どもの人間形成と家族計画』編 生活科学調査会、1967
- 『現代医療の癌 武見太郎日医会長は国民の公敵か』共著 東京書店、1971
- 『食べる 太りすぎないための12章』バーバラ寺岡共著 味の素広報室、1973
- 『石垣流二枚落大血戦』原田泰夫共著 講談社、1975
- 『長生き89のヒント ホームドクターの健康管理』双葉ブックス 1975

### 翻訳
- ベス・ホイラー『亭主を長持させる法』実業之日本社、1961